# Antlers (filme)
Antlers (bra: Espíritos Obscuros; prt: Faminto) é um filme de terror sobrenatural de 2021 dirigido por Scott Cooper e estrelado por Keri Russell, Jesse Plemons, Jeremy T. Thomas, Graham Greene, Scott Haze, Rory Cochrane e Amy Madigan. O roteiro, escrito por C. Henry Chaisson, Nick Antosca e Cooper, foi adaptado do conto de Antosca "The Quiet Boy", publicado originalmente na revista Guernica em janeiro de 2019. O filme segue uma professora de escola que suspeita que um de seus alunos está sofrendo de problemas pessoais em sua vida doméstica, sem saber que o aluno está abrigando uma entidade perigosa em sua casa.
O projeto foi anunciado em julho de 2018 com Cooper como diretor e o elenco se juntando no mês seguinte. As filmagens ocorreram na Colúmbia Britânica em outubro e novembro de 2018.
Antlers estreou no Beyond Fest em 11 de outubro de 2021 e foi lançado nos Estados Unidos em 29 de outubro de 2021 pela Searchlight Pictures, depois de ter sido adiado duas vezes em relação à data de lançamento de abril de 2020 devido à pandemia de COVID-19. O filme recebeu críticas mistas dos críticos, que elogiaram a cinematografia, a atuação e os elementos de terror, mas lamentaram os temas subdesenvolvidos do roteiro.

## Sinopse
Uma professora de uma cidade pequena do Oregon e seu irmão, o xerife local, se entrelaçam com um jovem estudante que guarda um segredo perigoso com consequências assustadoras.

## Elenco
- Keri Russell como Julia Meadows
  - Katelyn Peterson como jovem Julia Meadows
- Jesse Plemons como Paul Meadows
- Jeremy T. Thomas como Lucas Weaver
- Graham Greene como Warren Stokes
- Scott Haze como Frank Weaver
- Rory Cochrane como Xerife Dan Lecroy
- Amy Madigan como Diretora Ellen Booth
- Cody Davis como Clint Owens
- Sawyer Jones como Aiden Weaver
- Jake T. Roberts como o Oficial Forense Jake
- Andy Thompson como o pai de Julia
- Michael Eklund como Kenny Glass

## Produção
Em julho de 2018, foi anunciado que Guillermo del Toro produziria Antlers, um filme a ser dirigido por Scott Cooper com Keri Russell em negociações para estrelar. Foi planejado para começar a filmar em Vancouver, Colúmbia Britânica, no quarto trimestre de 2018. Em agosto de 2018, Jesse Plemons se juntou ao elenco. Em outubro de 2018, Jeremy T. Thomas, Graham Greene, Amy Madigan, Scott Haze e Rory Cochrane se juntaram ao elenco.
A fotografia principal começou em 1º de outubro de 2018 e terminou em 30 de novembro de 2018. O filme foi filmado principalmente em Hope, Colúmbia Britânica.

## Lançamento
Antlers estreou no Beyond Fest em Los Angeles em 11 de outubro de 2021. Foi lançado nos cinemas nos Estados Unidos em 29 de outubro de 2021.  O filme foi lançado nos cinemas em 28 de outubro de 2021 no Brasil e em 11 de novembro de 2021 em Portugal.
O filme foi originalmente programado para ser lançado em 17 de abril de 2020, mas foi removido do calendário de lançamentos devido à pandemia de COVID-19. Foi remarcado para 19 de fevereiro de 2021, antes de ser removido do calendário de lançamentos novamente.
Antlers foi lançado em download digital em 21 de dezembro de 2021, seguido por um Blu-ray e DVD em 4 de janeiro de 2022, pela Walt Disney Home Entertainment.